# Carbonicola
Carbonicola — рід грибів родини Carbonicolaceae. Назва вперше опублікована 2013 року.

## Класифікація
До роду Carbonicola відносять 3 види:
- Carbonicola anthracophila
- Carbonicola foveata
- Carbonicola myrmecina